# 아이스크림 사랑
〈아이스크림 사랑〉은 임병수가 멕시코 가수 루이스 미겔의 Directo al corazón을 번안한 가요로, 1985년에 발표했다.